# Wachlarzówka posępna
Wachlarzówka posępna (Rhipidura fuliginosa) – gatunek małego, owadożernego ptaka z rodziny wachlarzówek (Rhipiduridae), wcześniej zaliczany do monarkowatych (Monarchidae). Występuje w Nowej Zelandii i na okolicznych wyspach.

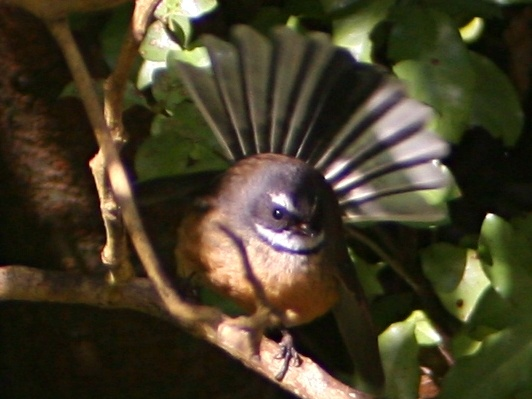
Wachlarzówka posępna z rozłożonym „wachlarzem” z piór ogona

## Systematyka
Wyróżniono kilka podgatunków R. fuliginosa:
- wachlarzówka posępna[5] (R. fuliginosa fuliginosa) – Wyspa Południowa
- R. fuliginosa placabilis – Wyspa Północna, Wyspa Stewart
- R. fuliginosa penita – Wyspy Chatham
- wachlarzówka płowobrewa[5] (R. fuliginosa cervina) – podgatunek wymarły. Występował na wyspie Lord Howe. Niekiedy uznawano go za odrębny gatunek[2].

Niektórzy badacze uznawali ją za takson konspecyficzny (należący do jednego, tego samego gatunku) z wachlarzówką szarą (Rhipidura albiscapa). Dawniej za podgatunek R. fuliginosa uznawano także wydzieloną do osobnego gatunku wachlarzówkę namorzynową (Rhipidura phasiana).

## Morfologia

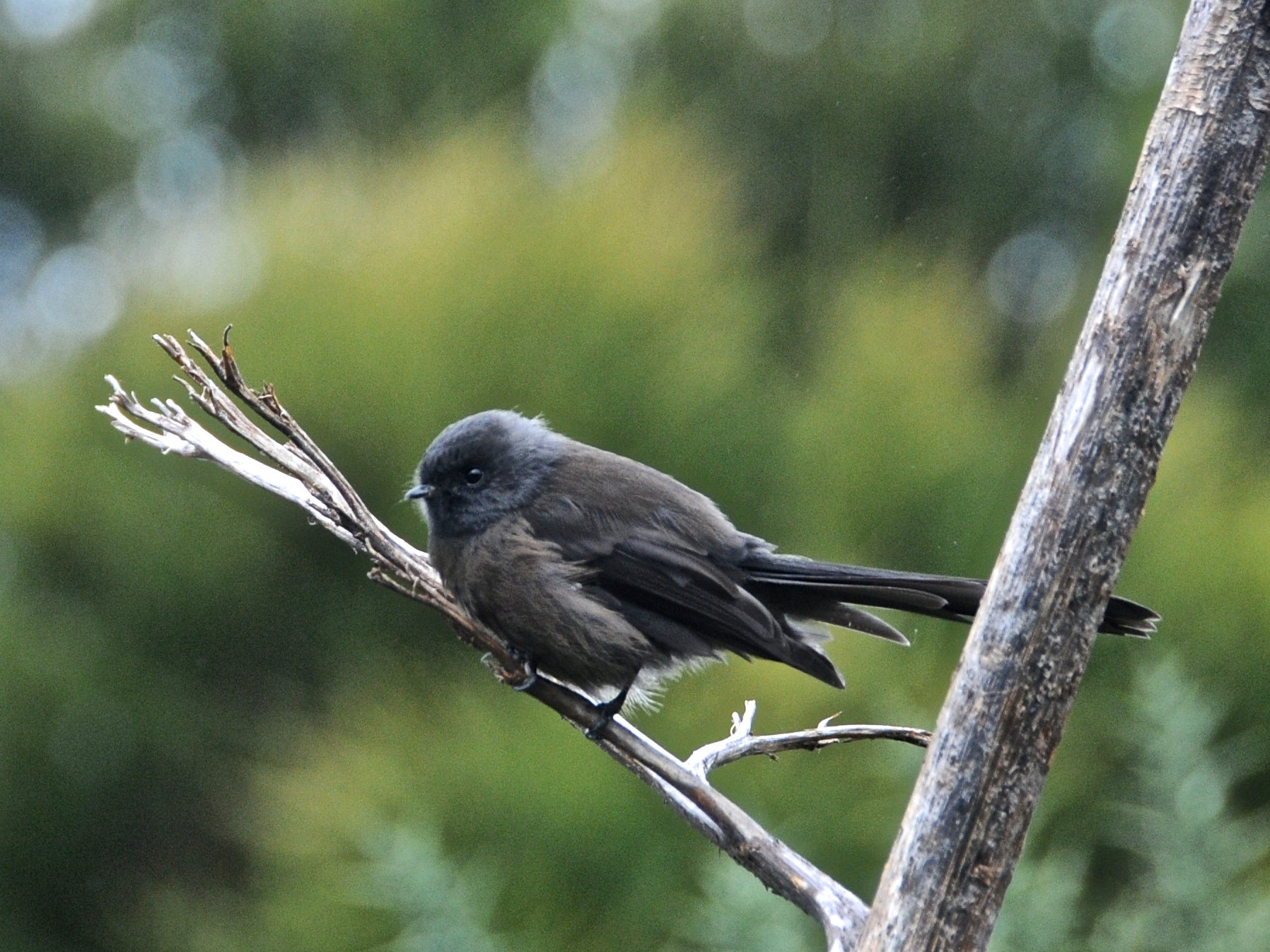
Czarna odmiana barwna

Długość 14–17 cm; masa ciała 6,5–9 g.
Wachlarzówka posępna na dwóch głównych wyspach Nowej Zelandii występuje w dwóch odmianach barwnych: srokatej i czarnej (znacznie rzadziej spotykanej).

## Ekologia i zachowanie

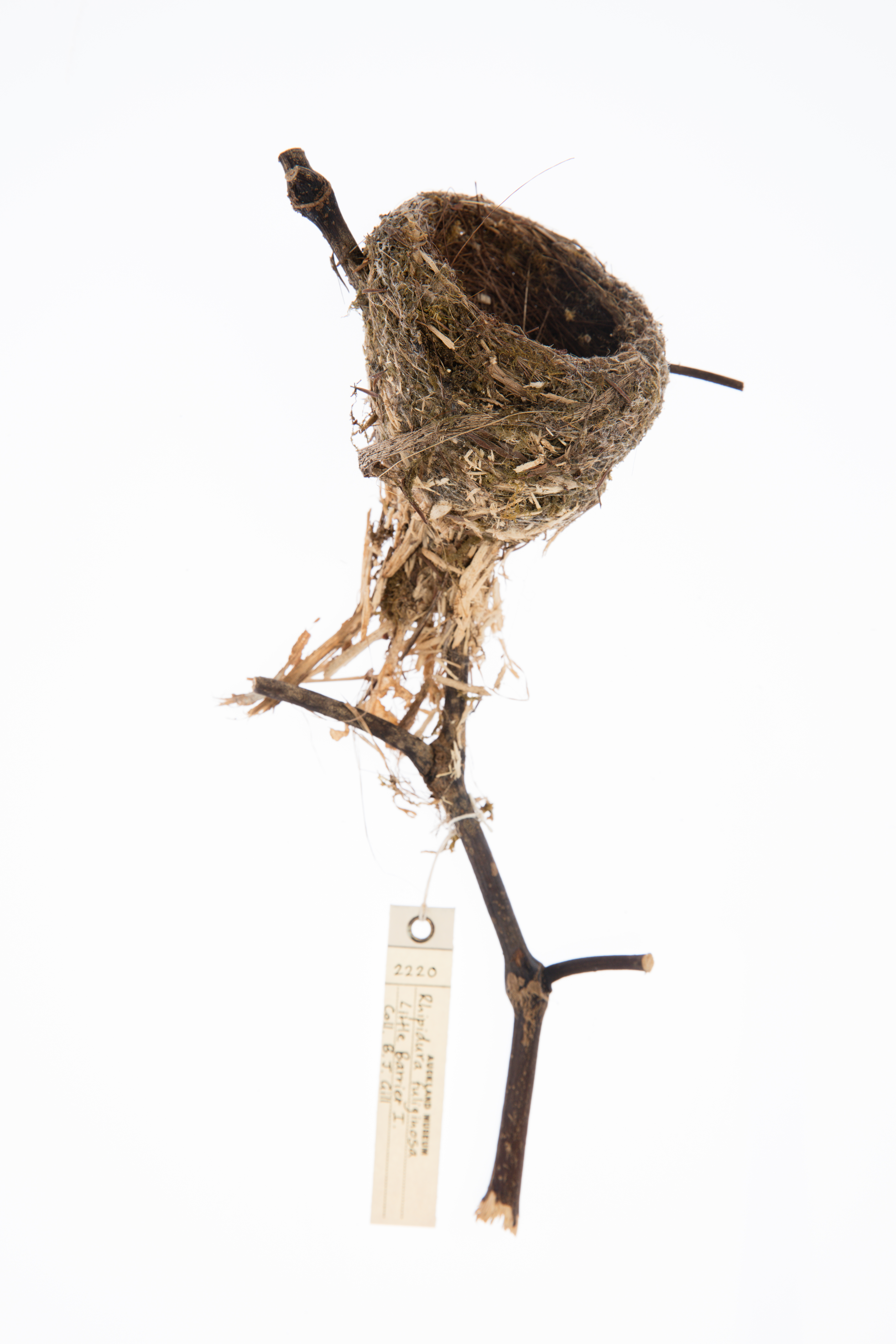
Gniazdo (okaz muzealny)

Wachlarzówka posępna występuje w różnych typach siedlisk, zamieszkuje m.in. lasy, obszary krzewiaste (scrub), plantacje, sady, pasy osłonowe gospodarstw rolnych, dobrze zadrzewione podmiejskie parki i ogrody. 
Gniazdo zbudowane jest z drobnych materiałów zespojonych pajęczynami; budulec stanowią mchy, wysuszone włókna zgniłego drewna, sierść, wyschnięte trawy itp. Większość gniazd jest osłonięta od góry listowiem i często posiada u dołu zwisający „ogon”. W zniesieniu 2–5 jaj, wysiadują je na zmianę oba ptaki z pary przez około 14 dni. Karmieniem piskląt również zajmują się oboje rodzice, młode są w pełni opierzone po około 14 dniach. Podloty mają jeszcze krótkie ogony i najczęściej trzymają się razem, często siedząc obok siebie na gałęzi. Samiec opiekuje się młodymi, gdy samica rozpoczyna budowę kolejnego gniazda. Jedna ze zbadanych par wyprowadziła w sezonie aż pięć lęgów.
Pożywienie wachlarzówki posępnej stanowią głównie małe bezkręgowce, takie jak ćmy, muchy, chrząszcze i pająki, czasami zjada także drobne owoce. 

## Status
IUCN uznaje wachlarzówkę posępną za gatunek najmniejszej troski (LC, Least Concern). Liczebność populacji nie została oszacowana, ale ptak ten opisywany jest jako pospolity, lokalnie bardzo liczny. Trend liczebności populacji nie jest znany.
Podgatunek cervina z wyspy Lord Howe wymarł w latach 20. XX wieku.